# فهد الدیهانی

فهد الدیهانی در المپیک ریو ۲۰۱۶

فهد الدیهانی (عربی: فهيد الديحاني؛ زادهٔ ۱۱ اکتبر ۱۹۶۶) یک تیرانداز اهل کویت است. وی در مسابقات کشوری و بین‌المللی در مجموع برندهٔ ۱ مدال طلا، ۲ مدال برنز شده‌است.